# Christoffer Andersson
Christoffer Tobias Andersson (Nybro, 22 ottobre 1978) è un allenatore di calcio ed ex calciatore svedese, di ruolo difensore o centrocampista.

## Palmarès

### Giocatore

#### Competizioni nazionali
- Campionato svedese: 1

Helsingborg: 1999
- Coppe di Svezia: 1

Helsingborg: 2010
- Supercoppa di Svezia: 2

Helsingborg: 2011, 2012

### Allenatore

#### Competizioni nazionali
- Ettan: 1

Falkenberg: 2024